# Мойрова, Варвара Акимовна
Варвара Акимовна Мойрова (1890 — 1951) — деятель российского революционного движения, председатель Всероссийского общества Красного Креста и Полумесяца в 1935—1937 годах.

## Биография
Родилась в семье купца в Москве в 1890 году.
По окончании гимназии поступила на физико-математический факультет Высших женских курсов; участвовала в студенческом движении.
В 1904 году вступила в организацию партии эсеров. Работала в Москве в качестве пропагандиста и организатора. Лично знала лидеров партии эсеров Михаила Гоца и Виктора Чернова, получала от них задания, осуществляла транспортировку из-за границы брошюр, пропагандистских материалов, листовок, инструкций, оружия и компонентов для его изготовления в кустарных условиях.
В 1905 году принимала участие в московском вооружённом восстании. Была арестована весной 1906 года; будучи выслана, перешла на нелегальное положение и продолжала работу в Москве.
В Октябрьские дни в Москве вышла из партии эсеров и примкнула к большевикам, оформила полноправное членство в партии, после чего входила в состав партийного боевого центра, участвовала в боях на Красной Пресне и в Замоскворечье, утверждала Советскую власть в Москве.
В 1928-35 гг. — кандидат в члены ИККИ.
В 1935-38 гг. — Председатель Всероссийского общества Красного Креста и Полумесяца.
Член ВЦИК с 4 состава. Написала ряд статей и брошюр по вопросам советской и партийной работы.
В 1938 году была арестована. После 10 лет заключения выслана на 101 километр.
Реабилитирована в 1956 году.

## Семья
Муж — Евсей Густавович Ширвиндт, профессор права, в 1928—1932 годах — начальник конвойных войск СССР, в 1932—1934 годах — директор Всесоюзного института изучения преступности, автор многих научных трудов по теории преступности.